# Grady County, Oklahoma
Grady County är ett administrativt område i delstaten Oklahoma, USA, med 52 431 invånare. Den administrativa huvudorten (county seat) är Chickasha. 

## Geografi
Enligt United States Census Bureau så har countyt en total area på 2 863 km². 2 851 km² av den arean är land och 11 km² är vatten.

### Angränsande countyn
- Canadian County - nord
- McClain County - öst
- Garvin County - sydost
- Stephens County - syd
- Comanche County - sydväst
- Caddo County - väst